# Tipula (Lunatipula) sternata
Tipula (Lunatipula) sternata is een tweevleugelige uit de familie langpootmuggen (Tipulidae). De soort komt voor in het Nearctisch gebied.